# Маккабі (Нетанья)
«Маккабі» (івр. מועדון כדורגל מכבי נתניה, Моадон Кадурегель Маккабі Нетанья) — ізраїльський футбольний клуб з Нетаньї. Заснований 1934 року. Один з найстаріших ізраїльських клубів, провів 49 сезонів (включно з поточним) у вищих дивізіонах чемпіонату Ізраїлю з футболу.

## Досягнення
- Чемпіон Ізраїлю (5): 1970/71, 1973/74, 1977/78, 1979/80, 1982/83.
- Володар Кубка Ізраїлю (1): 1978.
- Володар Кубка Інтертото (4): 1978, 1980, 1983, 1984.
- Володар Кубка Тото (1): 2022-23
- Володар Суперкубка Ізраїлю (5): 1971, 1974, 1978, 1980, 1983

## Відомі гравці
- Олександр Жданов
- Андрій Міщенко